# Guernea reduncans
Guernea reduncans är en kräftdjursart som först beskrevs av J. L. Barnard 1958.  Guernea reduncans ingår i släktet Guernea och familjen Dexaminidae. Inga underarter finns listade i Catalogue of Life.